# Volta a Catalunya de 1941
La Volta a Catalunya de 1941 fou la vint-i-unena edició de la Volta a Catalunya. La prova es disputà en deu etapes entre el 6 i el 14 de setembre de 1941, amb un total de 1.214 km. El vencedor final fou el valencià Antonio Andrés Sancho, per davant del mallorquí Andreu Canals, i el català Josep Campamà.
Degut a la Segona Guerra Mundial no varen participar corredors estrangers. Hi varen competir ciclistes d'equips com el FC Barcelona i el RCD Espanyol, i el guanyador va rebre un premi de 5.000 pessetes de la casa Pirelli. El director de la cursa fou Sebastià Masdeu, el primer vencedor de la "Volta".
La 9a etapa es divideix en dos sectors, el primer dels quals és una contrarellotge per equips però amb cronometratge individual, i un altre sector en ruta. Justament aquesta etapa fou l'última victòria d'etapa per part de Marià Cañardo.

## Classificació final
| Pos. | Ciclista                     | Club         | Temps       |
| ---- | ---------------------------- | ------------ | ----------- |
| 1    | Antonio Andrés Sancho (ESP)  | FC Barcelona | 38h 09' 41" |
| 2    | Andreu Canals Perelló (ESP)  | RCD Espanyol | + 2' 24"    |
| 3    | Josep Campamà Roca (ESP)     | FC Barcelona | + 4' 16"    |
| 4    | Julián Berrendero (ESP)      | RCD Espanyol | + 4' 19"    |
| 5    | Federico Ezquerra (ESP)      | RCD Espanyol | + 4' 20"    |
| 6    | Martín Abadía (ESP)          | FC Barcelona | + 4' 26"    |
| 7    | Antonio Martín (ESP)         | RCD Espanyol | + 6' 41"    |
| 8    | Isidro Bejarano (ESP)        | UE Sants     | + 12' 12"   |
| 9    | Joaquim Olmos (ESP)          | FC Barcelona | + 13' 13"   |
| 10   | Delio Rodríguez Barros (ESP) | RCD Espanyol | + 13' 29"   |

## Classificacions secundàries
| Pos. | Ciclista          | Equip        | Punts |
| ---- | ----------------- | ------------ | ----- |
| 1    | Fermín Trueba     | RCD Espanyol | 16    |
| 2    | Julián Berrendero | RCD Espanyol | 16    |
| 3    | Federico Ezquerra | RCD Espanyol | 8     |

| Pos. | Equip        | Temps        |
| ---- | ------------ | ------------ |
| 1    | FC Barcelona | 114h 37' 45" |
| 2    | RCD Espanyol | + 2' 21"     |
| 3    | UE Sants     | + 1h 18' 07" |

## Etapes
| Etapa | Data           | Recorregut                               | km    | Guanyador                     | Líder                         |
| ----- | -------------- | ---------------------------------------- | ----- | ----------------------------- | ----------------------------- |
| 1a    | 6 de setembre  | Montjuïc - Montjuïc                      | 60,0  | Joaquim Olmos (ESP)           | Joaquim Olmos (ESP)           |
| 2a    | 7 de setembre  | Barcelona - Vilafranca del Penedès       | 68,0  | Bartomeu Flaquer Carrió (ESP) | Bartomeu Flaquer Carrió (ESP) |
| 3a    | 7 de setembre  | Vilafranca del Penedès - Tarragona (CRI) | 51,0  | Antonio Andrés Sancho (ESP)   | Antonio Andrés Sancho (ESP)   |
| 4a    | 8 de setembre  | Tarragona - Tortosa                      | 97,0  | Delio Rodríguez Barros (ESP)  | Antonio Andrés Sancho (ESP)   |
| 5a    | 9 de setembre  | Tortosa - Vilanova de Bellpuig           | 181,0 | Delio Rodríguez Barros (ESP)  | Antonio Andrés Sancho (ESP)   |
| 6a    | 10 de setembre | Vilanova de Bellpuig - Manresa           | 157,0 | Delio Rodríguez Barros (ESP)  | Antonio Andrés Sancho (ESP)   |
| 7a    | 11 de setembre | Manresa - Olot                           | 132,0 | Fermín Trueba (ESP)           | Antonio Andrés Sancho (ESP)   |
| 8a    | 12 de setembre | Olot - Girona                            | 125,0 | Antonio Martín (ESP)          | Antonio Andrés Sancho (ESP)   |
| 9a A  | 13 de setembre | Girona - Palamós (CRE)                   | 48,0  | Marià Cañardo (ESP)           | Antonio Andrés Sancho (ESP)   |
| 9a B  | 13 de setembre | Palamós - Figueres                       | 79,0  | Delio Rodríguez Barros (ESP)  | Antonio Andrés Sancho (ESP)   |
| 10a   | 14 de setembre | Figueres - Barcelona                     | 216,0 | Delio Rodríguez Barros (ESP)  | Antonio Andrés Sancho (ESP)   |

### Etapa 1 Barcelona - Barcelona. 60,0 km
|   | Ciclista              | Equip        | Temps      |
| - | --------------------- | ------------ | ---------- |
| 1 | Joaquim Olmos         | FC Barcelona | 1h 31' 46" |
| 2 | Federico Ezquerra     | RCD Espanyol | m. t.      |
| 3 | Antonio Andrés Sancho | FC Barcelona | m. t.      |

|   | Ciclista              | Equip        | Temps      |
| - | --------------------- | ------------ | ---------- |
| 1 | Joaquim Olmos         | FC Barcelona | 1h 31' 46" |
| 2 | Federico Ezquerra     | RCD Espanyol | m. t.      |
| 3 | Antonio Andrés Sancho | FC Barcelona | m. t.      |

### Etapa 2. Barcelona - Vilafranca del Penedès. 68,0 km
|   | Ciclista         | Equip        | Temps      |
| - | ---------------- | ------------ | ---------- |
| 1 | Bartomeu Flaquer | RCD Espanyol | 1h 41' 45" |
| 2 | Antonio Martín   | RCD Espanyol | m. t.      |
| 3 | Andreu Canals    | RCD Espanyol | m. t.      |

|   | Ciclista              | Equip        | Temps      |
| - | --------------------- | ------------ | ---------- |
| 1 | Bartomeu Flaquer      | RCD Espanyol | 3h 13' 31" |
| 2 | Joaquim Olmos         | FC Barcelona | m. t.      |
| 3 | Antonio Andrés Sancho | FC Barcelona | m. t.      |

### Etapa 3. Vilafranca del Penedès - Tarragona. 51,0 km (CRI)
|   | Ciclista              | Equip        | Temps      |
| - | --------------------- | ------------ | ---------- |
| 1 | Antonio Andrés Sancho | FC Barcelona | 1h 16' 08" |
| 2 | Antonio Martín        | RCD Espanyol | + 53"      |
| 3 | Delio Rodríguez       | RCD Espanyol | + 01' 04"  |

|   | Ciclista              | Equip        | Temps      |
| - | --------------------- | ------------ | ---------- |
| 1 | Antonio Andrés Sancho | FC Barcelona | 4h 29' 39" |
| 2 | Antonio Martín        | RCD Espanyol | + 53"      |
| 3 | Josep Campamà         | FC Barcelona | + 01' 34"  |

### Etapa 4. Tarragona - Tortosa. 97,0 km
|   | Ciclista        | Equip        | Temps      |
| - | --------------- | ------------ | ---------- |
| 1 | Delio Rodríguez | RCD Espanyol | 2h 32' 58" |
| 2 | Joaquim Olmos   | FC Barcelona | m. t.      |
| 3 | Josep Gras      | UE Sants     | m. t.      |

|   | Ciclista              | Equip        | Temps      |
| - | --------------------- | ------------ | ---------- |
| 1 | Antonio Andrés Sancho | FC Barcelona | 7h 02' 37" |
| 2 | Antonio Martín        | RCD Espanyol | + 53"      |
| 3 | Josep Campamà         | FC Barcelona | + 01' 34"  |

### Etapa 5. Tortosa - Vilanova de Bellpuig. 181,0 km
|   | Ciclista          | Equip        | Temps      |
| - | ----------------- | ------------ | ---------- |
| 1 | Delio Rodríguez   | RCD Espanyol | 5h 59' 55" |
| 2 | Federico Ezquerra | RCD Espanyol | m. t.      |
| 3 | Joan Gimeno       | FC Barcelona | m. t.      |

|   | Ciclista              | Equip        | Temps       |
| - | --------------------- | ------------ | ----------- |
| 1 | Antonio Andrés Sancho | FC Barcelona | 13h 02' 32" |
| 2 | Antonio Martín        | RCD Espanyol | + 53"       |
| 3 | Josep Campamà         | FC Barcelona | + 01' 34"   |

### Etapa 6. Vilanova de Bellpuig - Manresa. 157,0 km
|   | Ciclista          | Equip        | Temps      |
| - | ----------------- | ------------ | ---------- |
| 1 | Delio Rodríguez   | RCD Espanyol | 5h 27' 50" |
| 2 | Julián Berrendero | RCD Espanyol | m. t.      |
| 3 | Antonio Martín    | RCD Espanyol | m. t.      |

|   | Ciclista              | Equip        | Temps       |
| - | --------------------- | ------------ | ----------- |
| 1 | Antonio Andrés Sancho | FC Barcelona | 18h 30' 22" |
| 2 | Antonio Martín        | RCD Espanyol | + 53"       |
| 3 | Andreu Canals         | RCD Espanyol | + 02' 05"   |

### Etapa 7. Manresa - Olot. 132,0 km
|   | Ciclista          | Equip        | Temps      |
| - | ----------------- | ------------ | ---------- |
| 1 | Fermín Trueba     | RCD Espanyol | 4h 06' 39" |
| 2 | Josep Campamà     | FC Barcelona | + 06' 53"  |
| 3 | Julián Berrendero | RCD Espanyol | + 06' 56"  |

|   | Ciclista              | Equip        | Temps       |
| - | --------------------- | ------------ | ----------- |
| 1 | Antonio Andrés Sancho | FC Barcelona | 22h 43' 57" |
| 2 | Antonio Martín        | RCD Espanyol | + 53"       |
| 3 | Andreu Canals         | RCD Espanyol | + 02' 05"   |

### Etapa 8. Olot - Girona. 125,0 km
|   | Ciclista        | Equip        | Temps      |
| - | --------------- | ------------ | ---------- |
| 1 | Antonio Martín  | RCD Espanyol | 4h 11' 05" |
| 2 | Delio Rodríguez | RCD Espanyol | m. t.      |
| 3 | Joaquim Olmos   | FC Barcelona | m. t.      |

|   | Ciclista              | Equip        | Temps       |
| - | --------------------- | ------------ | ----------- |
| 1 | Antonio Andrés Sancho | FC Barcelona | 26h 55' 02" |
| 2 | Antonio Martín        | RCD Espanyol | + 53"       |
| 3 | Andreu Canals         | RCD Espanyol | + 02' 05"   |

### Etapa 9. (9A Girona-Palamós 48 km) i (9B Palamós-Figueres 79 km)
|   | Ciclista              | Equip        | Temps      |
| - | --------------------- | ------------ | ---------- |
| 1 | Marià Cañardo         | FC Barcelona | 1h 12' 08" |
| 2 | Antonio Andrés Sancho | FC Barcelona | m. t.      |
| 3 | Martín Abadía         | FC Barcelona | m. t.      |

|   | Ciclista        | Equip        | Temps      |
| - | --------------- | ------------ | ---------- |
| 1 | Delio Rodríguez | RCD Espanyol | 2h 25' 43" |
| 2 | Antonio Martín  | RCD Espanyol | m. t.      |
| 3 | Joaquim Olmos   | FC Barcelona | m. t.      |

|   | Ciclista              | Equip        | Temps      |
| - | --------------------- | ------------ | ---------- |
| 1 | Marià Cañardo         | FC Barcelona | 3h 37' 51" |
| 2 | Antonio Andrés Sancho | FC Barcelona | m. t.      |
| 3 | Martín Abadía         | FC Barcelona | m. t.      |

|   | Ciclista              | Equip        | Temps       |
| - | --------------------- | ------------ | ----------- |
| 1 | Antonio Andrés Sancho | FC Barcelona | 30h 32' 53" |
| 2 | Antonio Martín        | RCD Espanyol | + 01' 12"   |
| 3 | Andreu Canals         | RCD Espanyol | + 02' 24"   |

### Etapa 10. Figueres - Barcelona. 216,0 km
|   | Ciclista        | Equip        | Temps      |
| - | --------------- | ------------ | ---------- |
| 1 | Delio Rodríguez | RCD Espanyol | 7h 36' 48" |
| 2 | Joaquim Olmos   | FC Barcelona | m. t.      |
| 3 | Josep Campamà   | FC Barcelona | m. t.      |

|   | Ciclista              | Equip        | Temps       |
| - | --------------------- | ------------ | ----------- |
| 1 | Antonio Andrés Sancho | FC Barcelona | 38h 09' 41" |
| 2 | Andreu Canals         | RCD Espanyol | + 02' 24"   |
| 3 | Josep Campamà         | FC Barcelona | + 04' 16"   |